# Diadumene
Diadumene Stephenson, 1920, è un genere di celenterati antozoi nella superfamiglia Metridioidea dell'ordine Actiniaria. È l'unico genere della famiglia Diadumenidae.

## Descrizione
Le Diadumenidi si presentano con disco basale ben sviluppato, colonna liscia, divisibile in scapus e capitulum che sono separati l'uno dall'altro da un colletto attorno al margine superiore dello scapus. Scapus con cinclidi. Margine di capitulum tentacolato. A volte il colletto si distende quando il corpo è completamente esteso. Nessuno sfintere distinto. Tentacoli lunghi, numerosi, disposti più o meno regolarmente o non retrattili in modo imperfetto. Alcuni o tutti i tentacoli interni sono in genere più spessi degli altri tentacoli e formano tentacoli di cattura contenenti, tra l'altro, nematocisti atriche e olotriche. In alcuni individui, tuttavia, questi tentacoli speciali possono essere assenti. Tentacoli esterni a volte con amastigofori macrobasici. Sei o più coppie di mesenteri perfetti. Divaricatori diffusi, più o meno limitati. Muscoli parietali e basilari deboli. Aconzio ben sviluppato, con nematocisti basitrici e p-mastigofori microbasici. Cnidomi: spirocisti, basitrici, atrici, olotrici, p-mastigofori microbasici, amastigofori microbasici e macrobasici.
Le specie appartenenti alle Diadumenidi sono distribuite in modo piuttosto diffuso in tutti gli oceani.

## Tassonomia
Secondo il World Register of Marine Species (WORMS), il genere è composto da dodici specie:
- Diadumene cincta Stephenson, 1925
- Diadumene crocata (Hutton, 1880)
- Diadumene franciscana Hand, 1956
- Diadumene kameruniensis Carlgren, 1927
- Diadumene leucolena (Verrill, 1866)
- Diadumene lighti Hand, 1956
- Diadumene lineata  (Verrill, 1869)
- Diadumene manezinha Gusmão, Grajales & Rodríguez, 2018
- Diadumene neozelanica Carlgren, 1924
- Diadumene paranaensis Beneti, Stampar, Maronna, Morandini & Da Silveira, 2015
- Diadumene schilleriana (Stoliczka, 1869)
- Diadumene turcica Ocaña & Çinar, 2018